# Війтівська сільська рада
| Війтівська сільська рада — колишній орган місцевого самоврядування у Бершадському районі Вінницької області з адміністративним центром у с. Війтівка. Сільраді були підпорядковані населені пункти: - с. Війтівка |

## Склад ради
Рада складалася з 20 депутатів та голови.

## Керівний склад сільської ради
| ПІБ                         | Основні відомості                                                                           | Дата обрання | Дата звільнення |
| --------------------------- | ------------------------------------------------------------------------------------------- | ------------ | --------------- |
| Криворука Сергій Григорович | Сільський голова, 1968 року народження, освіта, безпартійний                                | 26.03.2006   | 31.10.2010      |
| Замкова Марія Василівна     | Сільський голова, 1958 року народження, освіта вища, Всеукраїнське об'єднання «Батьківщина» | 31.10.2010   |                 |

Примітка: таблиця складена за даними джерела